# Luca Marrone
Luca Marrone (ur. 28 marca 1990 w Bosconero) – włoski piłkarz występujący na pozycji pomocnika w klubie Lecco. W swojej karierze grał także w takich zespołach jak Siena, Sassuolo, Carpi i SV Zulte Waregem. Były młodzieżowy reprezentant Włoch.

## Statystyki kariery
(aktualne na dzień 28 stycznia 2016)
| Klub               | Sezon              | Liga               | Liga  | Liga   | Puchar Włoch | Puchar Włoch | Europa | Europa | Suma  | Suma   |
| Klub               | Sezon              | Liga               | Mecze | Bramki | Mecze        | Bramki       | Mecze  | Bramki | Mecze | Bramki |
| ------------------ | ------------------ | ------------------ | ----- | ------ | ------------ | ------------ | ------ | ------ | ----- | ------ |
| Juventus F.C.      | 2009/10            | Serie A            | 2     | 0      | 0            | 0            | 0      | 0      | 2     | 0      |
| Siena (wyp.)       | 2010/11            | Serie B            | 18    | 1      | 1            | 0            | –      | –      | 19    | 1      |
| Juventus F.C.      | 2011/12            | Serie A            | 3     | 1      | 3            | 0            | –      | –      | 6     | 1      |
| Juventus F.C.      | 2012/13            | Serie A            | 10    | 0      | 4            | 0            | 1      | 0      | 15    | 0      |
| Sassuolo (wyp.)    | 2013/14            | Serie A            | 15    | 0      | 0            | 0            | –      | –      | 15    | 0      |
| Juventus F.C.      | 2014/15            | Serie A            | 0     | 0      | 0            | 0            | 0      | 0      | 0     | 0      |
| Carpi (wyp.)       | 2015/16            | Serie A            | 9     | 1      | 4            | 0            | –      | –      | 13    | 1      |
| Hellas (wyp.)      | 2015/16            | Serie A            | 12    | 0      | 0            | 0            | –      | –      | 12    | 0      |
| Ogólnie w karierze | Ogólnie w karierze | Ogólnie w karierze | 69    | 3      | 12           | 0            | 1      | 0      | 82    | 3      |

## Sukcesy

### Juventus
- Mistrzostwo Włoch: 2011/12, 2012/13, 2014/15
- Puchar Włoch: 2014/15
- Superpuchar Włoch: 2012, 2013